# Oxynoton arnaudi
Oxynoton arnaudi là một loài ruồi trong họ Asilidae. Oxynoton arnaudi được Oldroyd miêu tả năm 1974. Loài này phân bố ở vùng nhiệt đới châu Phi.